# Stazione di Marano Ticino
Stazione di Marano Ticino vasútállomás Olaszországban, Marano Ticino településen.

## Vasútvonalak
Az állomást az alábbi vasútvonalak érintik:
- Arona–Novara-vasútvonal

## Kapcsolódó állomások
A vasútállomáshoz az alábbi állomások vannak a legközelebb:
- Stazione di Varallo Pombia
- Stazione di Oleggio